# Jean-Baptiste van Mour

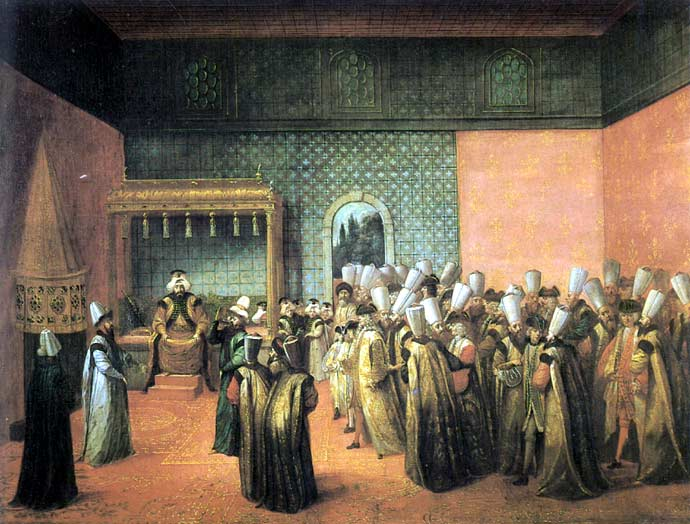
Sułtan Ahmed III udziela audiencji dnia 10 października 1724 roku, obraz van Moura

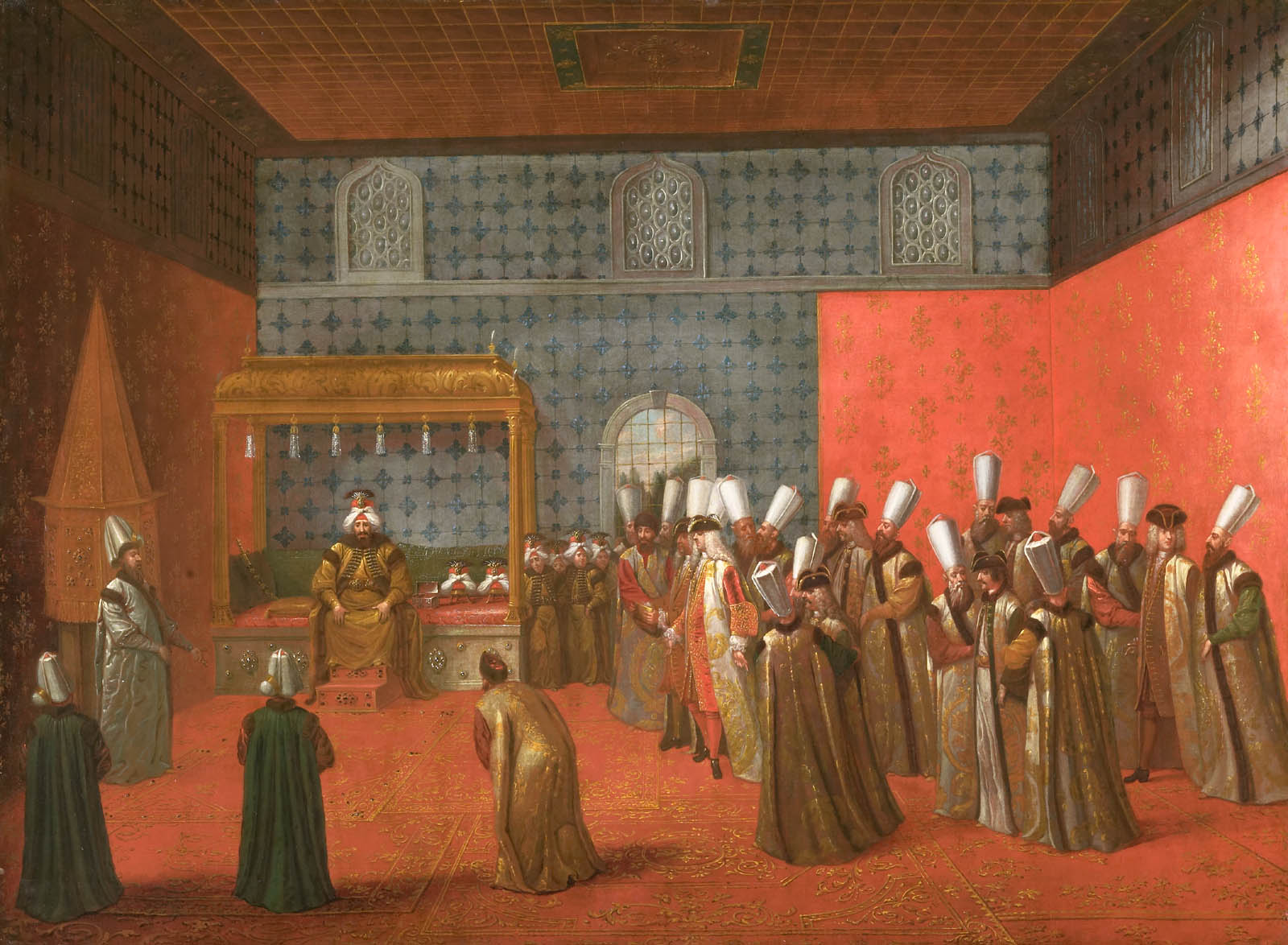
ambasador Cornelis Calkoen na audiencji u sułtana Ahmeda III (A.D. 1727)

Jean-Baptiste van Mour lub Vanmour (ur. 9 stycznia 1671 w Valenciennes, zm. 22 stycznia 1737) – francuski malarz, o częściowo flamandzkim pochodzeniu.

## Życiorys
W roku 1699 ambasador Francji przy wysokiej Porcie Charles de Ferriol (1652–1718) zabrał go ze sobą do Stambułu, gdzie rządził wówczas proeuropejki sułtan Ahmed III, który nieco potem zapoczątkował w Turcji erę fascynacji europejską nauką i sztuką znany jako "Era Tulipanów" (1718-1730). Ferriol zamówił u van Moura serię rysunków życia dworu stambułskiego. W 1711 francuski ambasador został odwołany do Paryża, lecz van Mour pozostał w Turcji, gdzie spędził w sumie 37 lat, aż do swej śmierci w roku 1737.
Van Mour opublikował w roku 1714 książkę z rycinami pt:Recueil de cent estampes représentant différantes nations du Lévant., które odniosło sukces w całej Europie i zostało przetłumaczone na co najmniej 5 języków. W uznaniu twórczości król mianował go Peintre Ordinaire du Roy en Levant ("malarzem JKM w Lewancie"). 
Nowy francuski ambasador Jean-Baptiste Louis Picon, wicehrabia d’Andrezel został uwieczniony na obrazie van Moura podczas audiencji u sułtana w październiku 1724 roku.
W 1727 roku nowy ambasador Holandii przy Wysokiej Porcie Cornelis Calkoen poprosił van Moura, by uwiecznił audiencję, jakiej udzielił mu Ahmed III. Calkoen wziął ze sobą wiele obrazów namalowanych przez van Moura do Drezna, gdzie pełnił (od 1744) kolejną misję dyplomatyczną. W swym testamencie z roku 1762 Calkoen zabraniał spadkobiercom sprzedawać obrazów. Dzisiaj są one ozdobą Rijksmuseum.